# Gordon Johnson
Gordon Johnson (nascido em 1 de agosto de 1946) é um ex-ciclista australiano que competia em provas de pista. Ele representou a Austrália nos Jogos Olímpicos de Verão de 1964 e de 1968.